# Orphanoclera tyriocoma
Orphanoclera tyriocoma är en fjärilsart som beskrevs av Edward Meyrick 1925. Orphanoclera tyriocoma ingår i släktet Orphanoclera och familjen Lecithoceridae. Inga underarter finns listade i Catalogue of Life.